# Pablo Machín
Pablo Machín Díez  (Soria, 7 de abril de 1975) é um treinador e ex-futebolista profissional espanhol que atuava como defensor.

## Carreira
Pablo Machín se profissionalizou no Numancia.

## Treinador
Iniciou nas categoria de base do Numancia de Soria, clube na qual fez carreira, em 2012. E em 2018, assumiu a equipe principal do Sevilla FC.